# Jeremy B. C. Jackson

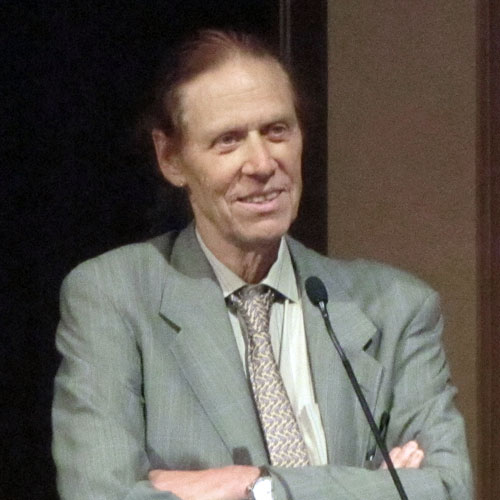
Jeremy Jackson

Jeremy Bradford Cook Jackson (* 13. November 1942 in Louisville (Kentucky)) ist ein US-amerikanischer Paläontologe, Ökologe und Meeresbiologe.

## Leben
Jackson wuchs in Miami und Washington D.C. auf und studierte an der George Washington University mit dem Bachelor-Abschluss in Zoologie 1965 und dem Master-Abschluss 1967 und wurde 1971 an der Yale University in Geologie promoviert. Er wurde 1971 Assistant Professor an der Johns Hopkins University, 1977 Associate Professor für Meeresökologie und 1981 Professor für Ökologie. Außerdem war er ab 1979 am Woods Hole Meeresforschungsinstitut. Später war er am Scripps Institute of Oceanography in La Jolla. Ab 1994  war er auch als Senior Scientist am Tropical Research Institute in Panama der Smithsonian Institution, für die er seit 1976 forscht. 
1976 und 1978 war er Gastprofessor am Discovery Bay Marineforschungsinstitut in der Karibik.
2019 wurde Jackson in die National Academy of Sciences gewählt, 2001 in die American Academy of Arts and Sciences.
Er befasste sich anfangs mit Bryozoen und seine paläontologischen und genetischen Arbeiten dazu unterstützten den Punktualismus von Stephen Jay Gould und Niles Eldredge. Er war leitender Wissenschaftler im Projekt der Smithsonian Institution über die Evolution des Ökosystems in Panama und Umgebung und forschte über Ökologie und Evolution von Korallenriffen im Pleistozän und der Gegenwart. Er rekonstruierte die Entwicklung mariner Ökosysteme über die letzten Jahrhunderte und deren Änderung durch Eingriff des Menschen (Überfischung u. a.). Das führte zu einigen in den 2000er Jahren kontrovers diskutierten Artikeln in Science.
Er ist mit der Meeresbiologin (ebenfalls Spezialistin für Korallenriffe) Nancy Knowlton verheiratet.

## Schriften (Auswahl)
- Herausgeber mit Scott Lidgard, Frank McKinney: Evolutionary Patterns. Growth, Form and Tempo in the Fossil Record, In honor of Alan Cheetham, University of Chicago Press 2001
- mit L. W. Buss: Allelopathy and spatial competition among coral reef invertebrates. Proceedings of the National Academy of Sciences USA, Band 72, 1975, S. 5160–5163
- mit A. H. Cheetham: Evolutionary significance of morphospecies: a test with cheilostome bryozoa. In: Science. Band 248, Nummer 4955, Mai 1990, S. 579–583, doi:10.1126/science.248.4955.579, PMID 17791464.
- mit A. H. Cheetham: On the importance of nothing doing: an exhaustive study of tiny bryozoans supports the idea of punctuated equilibrium, Natural History, Band 103, 1994, S. 56–59
- mit Cheetham, L. C. Hayek: Quantitative genetics of bryozoan phenotypic evolution, 2 Teile, Evolution, Band 47, 1993, S. 1526–1538, Band 48, 1994, S. 360–375
- Reefs since Columbus. Coral Reefs, Band 16, 1997, S23-S32
- Competition on marine hard substrata: the adaptive significance of solitary  and colonial strategies. American Naturalist, Band 111, 1977, S. 743–767
- mit anderen: Historical overfishing and the recent collapse of coastal ecosystems. Science, Band 293, 2001, S. 629–638
- mit Kenneth G. Johnson:  Measuring past biodiversity. Science, Band  293, 2001, S. 2401–2403.
- mit J. C. Ogden, E. Sala u. a.: Reassessing U. S. coral reefs. Science, Band 308, 2005, S. 1741–1742
- mit N. Eldredge, D. Jablonski u. a.: The dynamics of evolutionary stasis. Paleobiology, Band  31 (Supplement S), 2005, S. 133–145
- mit J. M. Pandolfi, E. Sala u. a.: Are US coral reefs on the slippery slope to slime? Science, Band  307, 2005, S. 1725–1726.
- mit B. Worm u. a.:Impacts of biodiversity loss on ocean ecosystem services. Science, Band 314, 2006, S. 787–790
- mit L. McClenachan, M. J. H. Newman: Conservation implications of historic sea turtle nesting loss. Frontiers in Ecology and Environment, Band 4, 2006, S. 290–296
- mit D. H. Erwin: What can we learn about ecology and evolution from the fossil record ? Trends in Ecology and Evolution, Band 21, 2006, S. 322–328
- mit M. J. H. Newman, G. A. Paredes, E. Sala: Structure of Caribbean coral reef communities across a large gradient of fish biomass. Ecology Letters, Band 9, 2006, S. 1216–1227
- mit H. K. Lotze u. a.: Depletion, degradation, and recovery potential of estuaries and coastal seas. Science, Band 312, 2006, S. 1806–1809
- Evolution and extinction in the brave new ocean. Proceedings of the National Academy of Sciences USA, Band 105 (Suppl. 1), 2008, S. 11458–11465
- mit N. Knowlton: Shifting baselines, local impacts, and climate change on coral reefs. PloS Biology, Band 6, 2008, S. 215–220